# 絶対に笑ってはいけない温泉旅館一泊二日の旅
『絶対笑ってはいけない温泉宿一泊二日の旅』（ぜったいわらってはいけないおんせんやどいっぱくふつかのたび）は、2003年7月27日から8月17日まで日本テレビのバラエティ番組「ダウンタウンのガキの使いやあらへんで!」のレギュラー放送内で特別番組として放送された企画である。

## 概要
「笑ってはいけないシリーズ」の通算1作目で、対決で負けたメンバーは罰ゲームの舞台である温泉旅館で一泊二日過ごし、その間は笑うことを禁じられ、笑ってしまうとその場で服を着ていようが、全裸であろうが問答無用で「お尻に本物の針を使用した吹き矢を刺す」という過酷な罰が執行される。
2003年5月18日に放送された「史上空前4対1変則ボウリング対決」で敗れた松本チーム（松本人志・山崎邦正・遠藤章造・田中直樹）の4人が罰ゲームに参加。
罰ゲームは、女将に扮した藤原寛（ダウンタウン元マネージャー）により進行される。
対決に勝った浜田雅功は、罰ゲームの指揮者（笑わせる側）として出演。
名前を呼ばれていない者が罰を受けたり、誰も笑っていないのに罰が執行されるという理不尽な場面も存在する。
| 温泉宿の参加メンバー （セリフテロップの色） | お仕置きを受けた回数          |
| ------------------------------------------- | ----------------------------- |
| 松本（赤■）                                 | 52回（タイキック、ビンタ1回） |
| 山崎（緑■）                                 | 39回（タイキック1回）         |
| 遠藤（橙■）                                 | 29回                          |
| 田中（水色■）                               | 20回（タイキック1回）         |
| 藤原（紫■）                                 | -                             |

- 数字は罰を受けた回数、このうち一番多いものを赤字、少ないものを青字で示す。

- DVD・Blu-rayは第3巻に収録。

### 舞台
山梨県東八代郡石和町（現笛吹市）にある石和温泉ホテル平安内でロケが行われた。

### ルール
4人が温泉旅館の敷地をまたいだ時点で罰ゲームがスタート。判定方法は笑ってしまうと､ききシリーズの不正解BGM「デデ〜ン♪」が流れ、藤原の声「○○ OUT」（初代音声）と、罰を受ける者がアナウンスされ罰が執行される。全員の場合は全員の名前が呼ばれテロップは「全員 OUT」が表示される。
笑った時の罰は旅館の番頭と仲居により体を押さえつけられ、お尻に吹き矢を刺される。現在とは異なり、執行者は覆面をしていない。「ガキの使い」内のトークにてその罰ゲームの過酷さが語られ、現在はコンプライアンス等々の問題で実現は不可能という。

### 罰ゲームの流れ
- 18:00 - 〈罰ゲーム開始〉

・ガースーポスター(ガースー祭り)
・横柄な仲居
・イチャつく板前と仲居　　　　　　　　　　
〈お風呂タイム〉
・ガースーポスター②(美容整形外科)
・外人ボブ
・入れ歯オヤジ
・遠藤の着替えがダイナマイト四国
- 19:00 - ・イチャつく板前と仲居・くつ下から異臭・2階から坂本D（未放送）・ふかわりょうと外国人(ひと言ネタ)・茶びつにザリガニ
- 20:00 - ・藤原女将の誘い笑い・メンチを切り合う板前と仲居（未放送）　　　　　　　　　　　　　　　　　　　　〈夕食タイム〉・イジリー岡田とふかわりょうが一緒に食事・外国人の板長(知らねぇ)・ふかわりょうと外国人(ひと言ネタ)②
- 21:00 - ・冷蔵庫にローション（未放送）・おばちゃんトランペット（未放送）・林家ペー・パー子 ・板尾＆執事・アフリカ中央テレビ取材
- 22:00 - ・4人がおしりの見せ合い　　　　　　〈浜田登場〉・ものまね古今東西・森進一・桑田佳祐・アントニオ猪木・ビートたけし（未放送）
- 23:00 - ・鼻毛抜きゲーム・板尾＆執事②・トイレでアジャバーおばちゃん
- 24:00 - ・ガースーポスター③(移動どうぶつ園)　　　　　　　　　　　　　　　　　　　　　〈ナイトショー〉・山下しげのり・中村 永ちゃん・林家ペー・パー・ポー（未放送） ・松浦亜弥(前田健)・ペーパーポー反省会（未放送）　　　　　　　　　　　〈お風呂タイム〉・外人ボブ・松本､田中の着替えがピンクレディ
- 01:00 - ・デザートをぐずりながら食べる・オールナイトヘイポン・ふかわりょうと外国人(ひと言ネタ)③・ふかわりょうと黒人(ひと言ネタ)
- 02:00 - ・菅Pがモンゴル相撲・中村 永ちゃんが庭から登場②・トイレでアジャバーおばちゃん②・藤原女将の誘い笑い②
- 03:00 - 〈肝だめしタイム〉・ガースーポスター④(たずね人)・西島三郎・ヘイポー八ツ墓村
- 04:00 - ・ヘイポー部屋中継・トイレでアジャバーおばちゃん③・トイレでアジャバーおばちゃん④　（全カット）　　　　　　　　　　　　　　　　　　〈消灯〉・藤原女将ニセ童話・今夜がやまだ
- 05:00 -・田島マネージャーの電話・トイレでアジャバーおばちゃん⑤（全カット）
- 06:00 -〈起床〉・「デデ〜ン」な～んちゃって〈朝食タイム〉・アフリカ中央テレビと食事
- 07:00 - ・中村 永ちゃん③・ガースーポスター⑤(選挙)[2]　　　　　　　　　　　　　　　　　〈罰ゲーム終了〉

## 出演者
罰ゲーム参加者
- 松本人志（ダウンタウン）
- 山崎邦正
- ココリコ（遠藤章造・田中直樹）

罰ゲーム指揮者
- 浜田雅功（ダウンタウン）

引率
- 藤原寛（ダウンタウン元マネージャー）

館内
- 菅賢治 - ポスター（祭り・美容整形外科・移動動物園・尋ね人・選挙）、モンゴル相撲レスラー
- おばちゃん1号（浅見千代子）、おばちゃん3号（三城晃子） - t.A.T.u.のコスプレ、トイレの窓に現れる女
- ボブ - 脱衣所でパンツを無くした外国人
- イジリー岡田 - 営業帰りの宿泊客
- 板長 - 食事中に挨拶に来た外国人
- 林家ペー、林家パー子 - 営業帰りの訪問客、ナイトショーの出演者（未公開）
- 板尾創路（130R） - 田中を待ち続けた男
- オモロー山下（当時・ジャリズム）[3] - ナイトショーの出演者
- 中村喜伸 - ナイトショーの出演者（矢沢永吉の物真似）
- 前田健 - ナイトショーの出演者（松浦亜弥の物真似）
- ヘイポー（斉藤敏豪） - 架空のラジオ番組「オールナイトヘイポン」DJ、肝試しの八つ墓村、ナイトショーの出演者（未公開）
- ふかわりょう - 陣中見舞いに来た男
- 今夜が山田 - 就寝時に叫ぶ男
- 坂本（元ディレクター）- ブランコでコーヒーを飲む男（未公開）

肝試し
- 西島三郎 - 肝試しに現れる北島三郎のそっくりさん
- ミニミニ長渕 - 肝試しに現れる長渕剛のそっくりさん[4]

## スタッフ
- 企画構成：松本人志、浜田雅功
- 構成：高須光聖/安達元一、鈴木雅貴、竜泉、塩野智章、久保貴義、松林健、八代丈寛
- ナレーター：柴田秀勝
- 技術：日テレビデオ
- TD/SW：林洋介
- CAM：中込圭
- MIX：木村宏志
- VE：南雲長忠
- 照明：KYORITZ
- LD：山内圭
- LO：三浦隆、大矢晃
- モニター：杉山知浩（ジャパンテレビ）
- 美術：中原晃一・卜部亜喜（日テレアート）
- 大道具：入江豊
- 小道具：小川洋一
- 持ち道具：大原理恵
- 衣裳：岡崎清美
- スチール：岡田稔
- 番組HP：茂呂享司・上岡幸子（4Cast.co.jp）
- 電飾：原口まどか
- 編集：森田誠・和田智昭（TDKビデオセンター）
- MA：日吉寛（TDKビデオセンター）
- 音効：梅田堅（佳夢音）
- TK：前田淳子
- スタイリスト：高堂のりこ、北田あつ子
- メイク：牧瀬典子、興山洋子
- 協力：吉本興業
- 制作協力：Fact、オフィスぼくら
- デスク：渡辺るみ子
- アシスタントディレクター：岩崎行男、名嘉鎮士、藤松謙太郎
- ディレクター：堤本幸男、大沼朗裕、小紫弘三、斎藤政憲、高橋敬治、田中竜登
- プロデューサー：小林宏充、中村喜伸
- 監修：柳岡秀一
- 総合演出：斉藤敏豪、大友有一
- プロデューサー・演出：菅賢治
- チーフプロデューサー：安岡喜郎
- 総指揮：桜田和之
- 製作著作：日本テレビ